# Adaptives Stabilitätsprogramm
Das adaptive Stabilitätsprogramm ist eine Erweiterung des Elektronischen Stabilitätsprogramms (ESP), die vor allem bei LKW, Wohnmobilen und Kleintransportern zum Einsatz kommt.
Hierbei handelt es sich um ein Stabilitätsprogramm, das das Gewicht und den aktuellen Beladungszustand des Fahrzeugs erkennt und damit auch Fahrzeuge mit höherem Schwerpunkt sicher in der Spur halten soll. 

## LAC (Load Adaptive Control)
Darüber hinausgehend erfasst die adaptive Lastkontrolle LAC während der Fahrt nicht nur das Gesamtgewicht, sondern auch die Verteilung der Ladung und daraus resultierende Schwerpunktlage des Fahrzeugs.
Das Ansprechverhalten von Antiblockiersystem, Antriebsschlupfregelung und des Elektronischen Stabilitätsprogramms wird ständig auf diese Werte abgestimmt. Integriert in dieses System ist die Motor-Schleppmoment-Regelung (MSR), die kurzfristiges Blockieren der Vorderräder (Frontantrieb) bei abruptem Herunterschalten verhindert, sowie der mechanische Bremsassistent (MBA), der den Fahrer bei Notbremsungen unterstützt.